# Seznam angleških slikarjev

## A
- Sophie Gengembre Anderson
- Marion Arnold

## B
- Francis Bacon (irsko-angleški)
- Nathaniel Bacon
- (Banksy - grafitar)
- Thomas Barker (Barker of Bath) (1769 – 1847)
- (Francesco Bartolozzi: it.-angl.-portugalski graver...)
- Mary Beale
- Vanessa Bell
- John Berger
- Peter Blake
- William Blake
- Richard Parkes Bonington
- Branwell Brontë
- Cecily Brown
- Ford Madox Brown
- Philip Burne-Jones
- James E. Buttersworth

## C
- Charles Catton
- Cornelis Janssens van Ceulen
- Mason Chamberlin
- James Warren Childe
- Winston Churchill
- Giovanni Battista Cipriani (ital.-angl.)
- Thomas Cole (angleško-ameriški)
- John Constable
- Richard Cosway
- Francis Cotes
- John Sell Cotman
- John Crome

## D
- Sir Nathaniel Dance-Holland
- George Dawe
- Barrington Lionel "Barry" Driscoll (1926-2006)
- Edmond Dulac (fr.-angl.)
- Anthony van Dyck

## E
- Alfred East
- Sir Charles Lock Eastlake
- Augustus Leopold Egg
- Emeric Essex Vidal
- William Etty

## F
- Luke Fildes
- Gordon Onslow Ford
- William Powell Frith
- Lucian Freud
- Christian Furr
- Henry Fuseli (Johann Heinrich Füssli) (Švicar)

## G
- Thomas Gainsborough
- Gilbert & George
- Thomas Girtin
- Duncan Grant
- James Green
- (Peter Greenaway)
- Theophila Gwatkin (née Palmer; 1757 - 1848)

## H
- George Charles Haité
- Margaret Bernadine Hall
- Dudley Hardy
- Thomas Hardy
- Francis Hayman
- Stanley William Hayter
- William Hazlitt
- Nicholas Hilliard
- Damien Hirst
- Ivon Hitchens
- David Hockney
- William Hodges (1744 – 1797)
- William Hogarth
- Arthur Hughes
- Frieda Hughes
- William Holman Hunt

## I
- John William Inchbold

## K
- Angelika Kaufmann (švicarskega rodu)
- Juliet Kepes, née Appleby (1919–1999)
- George Knapton
- Sir Godfrey Kneller
- Harold Knight
- Laura Knight (r. Johnson)

## L
- Sir Edwin Landseer
- Alphonse Legros (fr.-britanski)
- Sir Frederic Leighton
- Richard Long
- Laurence Stephen Lowry

## M
- Sir John Everett Millais
- Henry Moon
- Albert Joseph Moore (1841–1893)
- Henry Moore (1831–1895)
- Malcolm A. Morley (1931–2018)
- Desmond Morris (1928-)
- George Michael Moser (1706–1783)
- Mary Moser (1744–1819)

## N
- Paul Nash
- Avis Newman
- Francis Milner Newton
- Polly Nor
- Ernest Normand

## O
- Christopher Ofili
- John Opie
- Walter William Ouless
- Thérèse Oulton

## P
- Edward Penny
- Roland Penrose

## R
- Casey Reas?
- Sir Joshua Reynolds (1723-1792)
- Bridget Riley 1931
- John Rising
- George Romney
- Dante Gabriel Rossetti
- John Ruskin

## S
- Paul Sandby
- Samuel Scott
- Dominique Serres (fr.-angl.)
- Olivia Serres
- Joseph Severn
- James Seymour
- Byam Shaw
- Edyth Starkie
- Philip Wilson Steer
- George Stubbs
- Samuel John Stump
- Graham Sutherland

## T
- Peter Toms
- Francis Towne
- J. M. W. Turner
- Flora Twort

## W
- John William Waterhouse
- Benjamin West (Američan po rodu)
- Benjamin Wilson
- Richard Wilson
- Joseph Wilton
- John Wootton

## Y
- Richard Yeo

## Z
- Francesco Zuccarelli (it.-angl.)